# Ảnh khiêu dâm

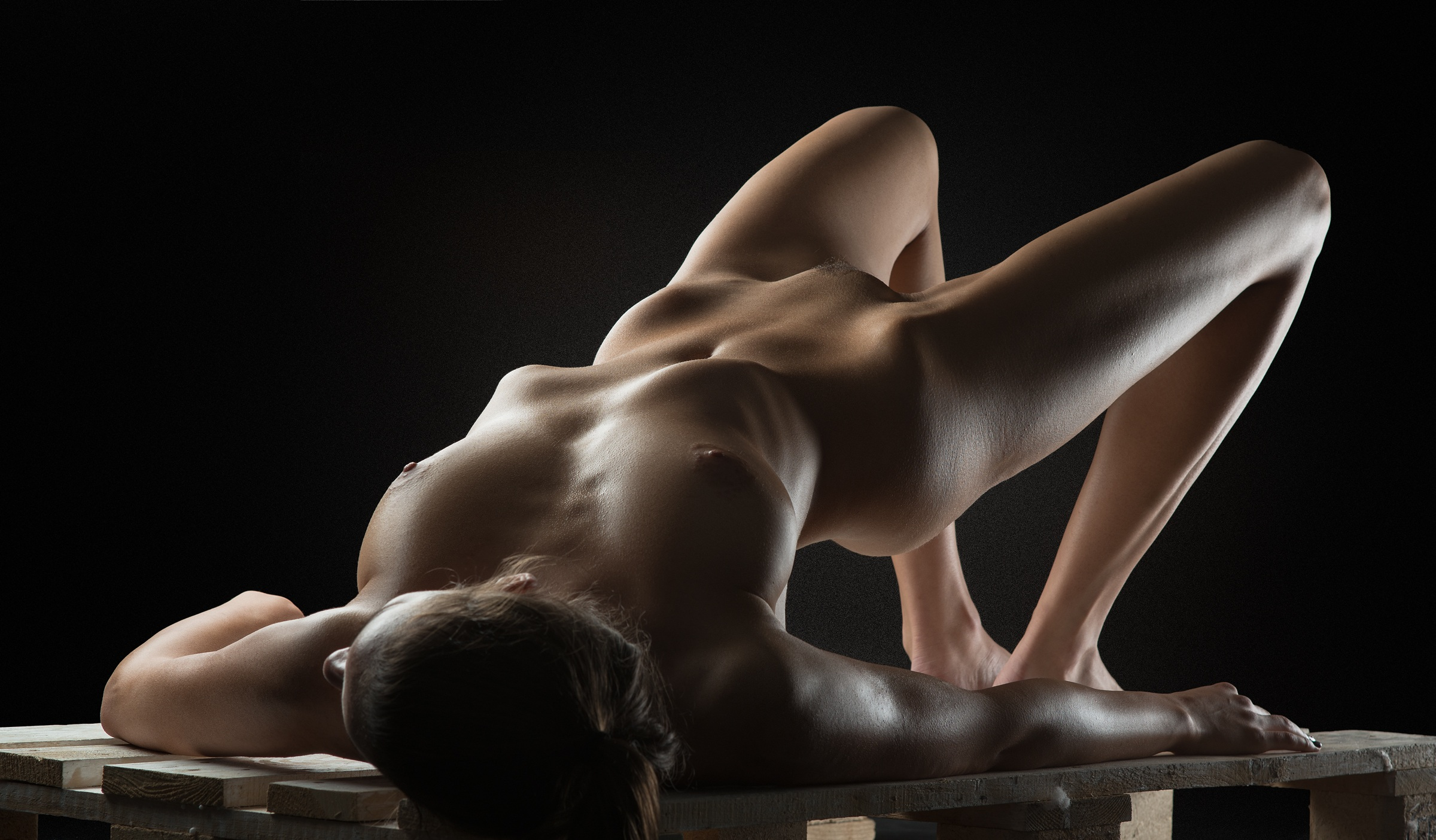
Ảnh khiêu dâm

Ảnh khiêu dâm là một phong cách nhiếp ảnh nghệ thuật có tính chất khiêu dâm, khêu gợi tình dục hoặc khiêu khích tình dục. Ảnh khiêu dâm thường được phân biệt với chụp ảnh khỏa thân, trong đó có các đối tượng chụp ảnh khỏa thân không nhất thiết phải khêu gợi tình dục, hoặc không cần phải phô bày cơ thể để lộ điểm nhạy cảm, có tính chất khiêu dâm. Ảnh khiêu dâm thường được định nghĩa là tục tĩu và thiếu giá trị nghệ thuật. Tuy nhiên, ranh giới giữa nghệ thuật và nội dung khiêu dâm đã được tranh luận cả về mặt xã hội và pháp lý, và nhiều nhiếp ảnh gia đã tạo ra tác phẩm cố tình bỏ qua những khác biệt này.
Ảnh khiêu dâm thường được sử dụng cho mục đích thương mại, bao gồm các mặt hàng được sản xuất hàng loạt như phim khiêu dâm, lịch, người đẹp và cho các tạp chí dành cho nam giới, chẳng hạn như Penthouse và Playboy, nhưng nhiều nhiếp ảnh gia nghệ thuật cũng đã tìm hiểu vấn đề hình ảnh khiêu dâm hoặc khiêu dâm. Ngoài ra, đôi khi những bức ảnh khiêu dâm chỉ được sở hữu bởi nhiếp ảnh gia của đối tượng.
Những người tham gia chụp ảnh khiêu dâm bao gồm người mẫu chuyên nghiệp, người nổi tiếng và nghiệp dư. Các nghệ sĩ giải trí nổi tiếng thường ít khi tạo dáng khỏa thân để chụp ảnh. Phần lớn các bức ảnh khiêu dâm là phụ nữ, nhưng đôi khi có sự xuất hiện hình ảnh khiêu dâm là đàn ông.